# Ращупкіна Олександра Митрофанівна
Олександра Митрофанівна Ращупкіна (1914—2010) — радянська танкістка, учасниця Другої світової війни. У роки війни під чоловічим ім'ям Олександр Ращупкін служила механіком-водієм танка Т-34. Єдина в Самарській області жінка-танкіст, учасниця Другої світової війни.

## Біографія

### Ранні роки
Народилася 1 травня 1914 року в Сир-Дар'їнську (нині Узбекистан).
Виросла в Узбецькій РСР, освоїла трактор і працювала трактористом. Вийшла заміж, народила двох дітей, потім переїхали в Ташкент. Тут родину спіткало велике нещастя: обидва дитини померли в дитячому віці.

### На фронт
З початком Німецько-радянської війни чоловік Олександри Ращупкіної був призваний до лав Червоної армії і направлений на фронт. 27-річна Олександра неодноразово зверталася до військкомату з проханням надіслати її на фронт. Але представників військкомату не переконали її аргументи: ні те, що вона успішно освоїла трактор і здатна без проблем освоїти бойову машину, ні те, що її чоловік — вже на фронті, і вона не бажає відсиджуватися в тилу.
Тоді в 1942 році, коротко постригшись, в чоловічому одязі вона знову прийшла до військкомату і, скориставшись плутаниною з документами, записалася в число новобранців під ім'ям Олександра Ращупкіна.
Була направлена в Підмосков'я на курси шоферів, потім на двомісячні курси механіків-водіїв танку під Сталінградом. Лікар, що проводив медогляд новобранців, обурено заявив, що зобов'язаний доповісти командуванню, але Олександра зуміла його переконати, сказавши, що зобов'язана захищати Батьківщину і все одно прорветься на фронт. Лікар погодився не видавати її: «Ех, ну й дівка… Просто Жанна д'Арк!»
Коли до закінчення навчання залишалося вже три дні, територія школи раптово опинилася в німецькому тилу: німецькі війська стрімко просувалися до Сталінграда (за іншими даними — школа зазнала авіанальоту). Курсанти дрібними групами пробиралися до своїх. За спогадами А. М. Ращупкіної, днями йти не виходило, ночами частенько пересувалися поповзом. «Від форми залишилося одне лахміття. Дійшли однаково мальовничими[що?]: одяг, чоботи, руки і навіть обличчя були одного кольору — земляного. І знаєте, я переживала через те, що погано виглядаю. Жінка залишається жінкою навіть в чоловічому образі».

### Механік-водій Т-34
Через тиждень спрямована на фронт механіком-водієм танка Т-34. Воювала в складі 62-ї армії (генерал Чуйков Василь Іванович). В частині її прозвали «Сашка-шибеник». За спогадами А. М. Ращупкіної, «заради чого я так рвалася на передову? Заради близьких, звичайно. Хоч і кричали на фронті „За Батьківщину! За Сталіна!“, але воювали все одно за рідних, конкретних людей. Хто за маму, хто за сестру або брата».
Брала участь у боях за Сталінград, у визволенні Польщі. Протягом майже трьох років ні екіпаж танка, який водила А. М. Ращупкіна, ні інші однополчани не підозрювали, що під ім'ям Олександра Ращупкіна ховається жінка. За спогадами колишнього механіка-водія танка Т-34, «стриглася я як чоловік, фігура завжди була хлоп'ячою — вузькі стегна, плечі широкі, грудей майже немає. А роздягатися на фронті доводилося нечасто — хіба що помитися. Але я намагалася окремо від всіх питання гігієни вирішувати, посилаючись на сором'язливість. Мужики реготали: „Ти, Сань, прям як дівка!“ але особливої уваги на цю мою забаганку не звертали». Чоловічі звички Олександра добре вивчила ще до війни, і залишалося тільки трохи знижувати голос.
Таємниця відкрилася тільки в лютому 1945 року, коли танкісти наступали по території Польщі. Танкісти увірвалися в місто Бунцлау (нині Болеславець), де Т-34 Олександри Ращупкіної потрапив у засідку німецьких «Тигрів», був підбитий і загорівся. Механік-водій А. М. Ращупкіна була важко поранена в стегно і контужена. На допомогу кинувся механік-водій Віктор Пожарський з сусіднього танка, став перев'язувати. Він-то і розпізнав у «Сашці-шибенику» дівчину.
Була направлена в госпіталь, де була на лікуванні два місяці. А в цей час у полку вибухнув великий скандал. Коли справа дійшла до командування, за відважну танкистку заступився генерал Василь Чуйков. У підсумку, А. М. Ращупкіна уникла покарання, була залишена в полку, а всі документи були переоформлені на жіноче ім'я.

### Повоєнні роки
Після війни була демобілізована. Зустрілася зі своїм чоловіком, який вижив і теж повернувся з війни покалічений. Родина Ращупкіних переїхала до Куйбишеа (нині Самара), де разом прожили 28 років, поки чоловіка не стало. Працювала водієм, закінчила політехнічний інститут, отримавши диплом інженера. Дітей у них більше не було — дали знати про себе фронтові поранення. Двоюрідна сестра мешкає у Ташкенті.
{{{Текст}}}
Активно брала участь в самарській громадській організації жінок-фронтовичок. Підтримувала стосунки зі школярами та вчителями 29-ї школи, яка знаходиться неподалік від її будинку.
Померла в червні 2010 року в Самарі.

## Нагороди
Радянські державні нагороди:
- Орден Вітчизняної війни II ступеня (6 квітня 1985) Источник: Подвиг Народа
- Орден Червоної Зірки
- медалі

## Оцінки і думки
А. М. Ращупкину порівнюють з «кавалеристом-дівицею» Надією Андріївною Дуровой, яка в 1806 році під чоловічим ім'ям вступила на військову службу, а потім боролася з напала на країну французькою армією.
Єдина в Самарській області жінка-танкіст, учасниця Великої Вітчизняної війни, А. М. Ращупкіна — не єдина в Росії. У Москві відома фронтовичка-танкіст полковник Людмила Іванівна Калініна, у жителів теж є своя жінка-танкіст — це Герой Радянського Союзу Марія Василівна Жовтнева. Всього в танкових військах було менше 20 жінок-танкістів, учасників Великої Вітчизняної війни. Закінчили ж танкові училища жінок було всього три. Колишня санінструктор І. Н. Левченко — в 1943 році закінчила прискорений курс Сталінградського танкового училища і служив офіцером зв'язку 41-ї гвардійської танкової бригади, командувала групою легких танків Т-60. Молодший технік-лейтенант А. Л. Бойко (Моришева) — у 1943 році закінчила Челябінське танкове училище і воювала на важкий танк ІС-2. Дочка Сергія Кірова гвардії капітан Е. С. Кострікова після закінчення Казанського танкового училища командувала танковим взводом, а в кінці війни — танковою ротою.

## Пам'ять
А. М. Ращупкіної присвячений один із стендів шкільного музею 29-ї школи міста Самари.